# Макграт, Мэттью
Мэттью Джон «Мэтт» Макграт (англ. Matthew John "Matt" McGrath; 18 декабря 1877, Нина, Манстер — 29 января 1941, Нью-Йорк, Нью-Йорк) — американский легкоатлет ирландского происхождения, чемпион и серебряный призёр летних Олимпийских игр.
Мэтт Макграт родился 18 декабря 1878 года в Ирландии и позже иммигрировал в США. Установив неофициальный рекорд мира в метании молота в 1907 году, он участвовал на следующий год в Олимпиаде в Лондоне и занял в этой дисциплине второе место, проиграв трёхкратному чемпиону Джону Флэнагану. Также он соревновался в перетягивании каната, но его команда проиграла уже в четвертьфинале.
На следующих Играх 1912 года в Стокгольме Макграт стал чемпионом, установив при этом новый олимпийский рекорд, который простоял 24 года. Его преимущество над соперниками на Играх в Стокгольме было подавляющим: худший из бросков Макграта был на 4,5 метра дальше любого из бросков его соперников. Через восемь лет он пытался защитить свой титул на Олимпийских играх в Антверпене, но из-за травмы занял только пятое место. На своей последней Олимпиаде в Париже 46-летний Макграт вновь занял второе место. Помимо достижений на Играх, он также многократный чемпион США.
После завершения своей спортивной карьеры Макграт стал полицейским. Он умер 29 января 1941 года и был включён в Американский легкоатлетический зал славы в 2006 году.